# Mop (taal)
Een mop (ook: grap, bak) is een kort verhaal dat bedoeld is om de toehoorder(s) te laten lachen. Moppen circuleren bij uitstek in de mondelinge overlevering, en om die reden zijn het ook volksverhalen.
Het woord 'mop' voor dit genre volksverhalen bestaat sinds de tweede helft van de 19e eeuw. Het fenomeen is al wel ouder: in de 17e eeuw tekenden advocaat Aernout van Overbeke en jurist Samuel van Huls al moppen op die zij in de dagelijkse conversatie hoorden. Grappige vertellingen werden toentertijd boerden, kluchten of 'uien' genoemd. De voorlopers van de korte moppen waren wat verder uitgesponnen kluchtige verhaaltjes. Ze worden in het Duits wel 'Schwankmärchen' genoemd. In zulke verhaaltjes konden meerdere grappige momenten zitten, en ze hoefden het niet per se te hebben van een krachtige punchline of clou. De oudste Nederlandstalige grappige verhalen stammen uit de middeleeuwen; vanaf de late middeleeuwen werden ze gebundeld in zogenaamde kluchtboekjes. De moderne moppen zijn meestal kort en het lachmoment zit aan het eind. Moppen kunnen zich tegenwoordig ook voordoen in de vorm van een raadsel. In Nederland doet het DOC Volksverhaal van het Meertens Instituut onderzoek naar moppen.
De mop bevat meestal een verrassingseffect. Aan het einde van de verhaallijn volgt meestal een onverwachte zinswending, de punchline, de clou of pointe genaamd. Een mop kan ook in de vorm van een raadsel gesteld worden. Het antwoord is dan de pointe. Belangrijk bij het vertellen van een mop is de manier waarop die verteld wordt. De intonatie van de stem en de houding van het lichaam spelen hierbij een grote rol. Vaak wordt met de dubbele betekenis van een woord op zegswijze gespeeld.
Veel moppen zijn taboedoorbrekend, dat wil zeggen dat ze een onderwerp hebben waar men gewoonlijk niet over spreekt. Seks is dan ook een geliefd onderwerp. Een mop met een scabreuze inhoud wordt schuine mop genoemd.

## Absurdisme
Absurdistische moppen vormen een aparte categorie. Veelal is de verhaallijn 'logisch onmogelijk'. Een voorbeeld van deze categorie is onderstaande mop.
Een verlate reiziger wordt door de herbergier in de kamer bij een zwarte man gelegd en 's nachts tijdens de slaap zwart gemaakt, zodat de zwarte man, mocht hij ontwaken, zal denken dat naast hem ook een zwarte ligt. 's Morgens vertrekt de reiziger in allerijl, kijkt in de stad in een spiegel en zegt: "Heeft die kerel toch die zwarte man gewekt en mij laten liggen."

## Beroepen
Ook over beroepen bestaan bepaalde clichés, en daarop gebaseerde grappen. Zo worden er onder meer grappen gemaakt over:
- Advocaten, vanwege de veronderstelling dat het allemaal schoften zouden zijn
- Ambtenaren, omdat iedereen denkt dat ze niets hebben te doen
- Artsen (doktersmoppen, "komt een man bij de dokter")
- Priesters, waarbij hun celibaat, eventuele (schijn)heiligheid en recentelijk ook de kindermisbruik-schandalen op de korrel worden genomen
- Prostituees, wegens het feit dat seks sowieso een populaire clou is ("komt een man bij de hoeren")
- Soldaten, wegens veronderstelde domheid en/of seksuele frustratie wegens het gebrek aan vrouwen
- De politie waarvan eveneens wordt verondersteld dat ze niets doen, ook al vindt een misdrijf onder hun neus plaats. In de Verenigde Staten zijn veel grappen gebaseerd op het cliché dat ze de hele dag in de auto donuts zitten te eten en koffie te drinken, en daar alleen uitkomen om nog meer koffie en donuts te kopen.
- Secretaressen, wegens de veronderstelling dat ze niets anders zouden kunnen dan typen
- Zeelui, die ongemanierd zouden zijn, en eveneens seksueel gefrustreerd wegens het gebrek aan vrouwen
- Werklozen, die de hele dag voor de televisie zouden zitten bierdrinken

Voorbeelden van dergelijke moppen zijn:
Waarom hebben de ministeries in Den Haag zulke brede gangen? Dan is er genoeg ruimte voor de ambtenaren die wat later komen en de ambtenaren die wat eerder weggaan.

## Mannen en vrouwen
Evenals over beroepen bestaan ook clichés over mannen en vrouwen met de daarbij behorende grappen. Vrouwen zouden niet kunnen autorijden, te veel geld uitgeven met winkelen, zich voortdurend aanstellen, en alleen maar geschikt zijn voor het huishouden. Mannen zouden daarentegen macho's zijn, die alleen maar aan eten, seks en mooie auto's kunnen denken, en die bovendien niet van tevoren zouden nadenken voor ze iets doen.
Wat is het enige recht van de vrouw? Het aanrecht!
Waarom hebben mannen geen midlife-crisis? Omdat ze nooit uit hun puberteit komen!
Waarom is het Vrijheidsbeeld een vrouw? Het hoofd moest leeg zijn om het te kunnen bezoeken.

## Dieren
Dieren lenen zich vaak goed voor moppen. In de meeste moppen kunnen ze praten en worden hun eigenschappen in de clou betrokken, zoals het hijgen van een hond, het vermogen om vele nakomelingen te verwekken van het konijn en de grote bek met tanden van de krokodil. Een deel van de pret wordt dan al gevormd door het imiteren van het dier bij het vertellen van de mop, bijvoorbeeld door de grote oren en knaagtanden van het konijn na te bootsen.
De krokodil wil een Socialistische Partij oprichten en vraagt de andere dieren of ze meedoen. De nerts weigert: 'Ik heb immers een bontjas, en mijn vrouw en kinderen hebben ook allemaal een bontjas!' Ook de slak weigert: 'Ik heb een eigen huis en mijn vrouw en kinderen hebben ook allemaal een eigen huis! Maar vertel eens krokodil, waarom moet het nou per se een socialistische partij zijn?' De krokodil antwoordt: 'Simpel. Ik heb een grote mond, en mijn vrouw en kinderen hebben ook allemaal een grote mond!'

## Doktersgrappen
"Er komt een man/vrouw bij de dokter" is ook een veelgebruikt thema. Meestal is de clou een of andere vreemde vreselijke ziekte, een (seksuele) afwijking, of een dokter die dingen doet die dokters niet horen te doen. Ook komen er vaak lichaamsvloeistoffen als bloed, urine en slijm in voor.
Er komt een man bij de dokter met een eend op zijn hoofd. De dokter vraagt hem wat er aan de hand is. Antwoordt de eend: 'Nou dokter, het begon met een knobbeltje onder mijn linkervoet...'

## (Domme) blondjes
Er bestaat een grote en waarschijnlijk groeiende verzameling aan moppen over 'domme blondjes'. Een typisch 'dom blondje' is (uiteraard) blond of geblondeerd, is van het vrouwelijk geslacht, en is zeer aantrekkelijk bij de mannen. Vaak werken ze op een kantoor als secretaresse (een ander cliché, zie paragraaf Beroepen) waarbij ze eigenlijk te dom zijn om het beroep goed uit te oefenen en alleen zijn aangenomen vanwege hun fraaie uiterlijk.
Hoe weet je dat er een dom blondje achter je computer heeft gewerkt? Er zit Tipp-Ex op het beeldscherm.

## Driewensenmoppen
In een driewensenmop ontmoet de protagonist een fee, geest, kabouter of jinn die hem een, drie of meerdere wensen toestaat. Soms zijn er ook meerdere protagonisten, die dan ieder (meestal) een wens mogen doen, of gezamenlijk iets mogen wensen. De clou is meestal dat de protagonist niet nadenkt en iets grappigs of doms wenst, of zijn wensen verspilt zonder er netto iets mee op te schieten.
Drie schipbreukelingen op een eiland vinden een fles waaruit een geest komt, die ieder een wens belooft. De eerste man wenst zichzelf in Parijs. De tweede wenst zichzelf in Hollywood. En de derde, die ziet dat hij nu alleen is, kijkt wat sipjes om zich heen en zegt: 'Ik voel me alleen, ik wens dat mijn beide vrienden weer hier zijn!'

Een ridder redt een fee en die verleent hem drie wensen als beloning. De ridder wenst onsterfelijkheid, rijkdom, en een geslachtsdeel zo groot als dat van zijn paard. Op het kasteel springt hij van de toren en is ongedeerd. Zijn schatkelder is vol goud. Dan gaat hij naar de jonkvrouw, kleedt zich uit, en denkt dan "ohjee, had ik toch de merrie!"
(Drie)wensenmoppen zijn verwant aan volksverhalen en sprookjes over wensen waarin de protagonist dezelfde fout maakt, bijvoorbeeld het verhaal van koning Midas of het sprookje Van de visser en zijn vrouw. 

## Flauwe moppen
Hoofdartikel: flauwe humor
Daarnaast zijn er moppen die door veel mensen niet als grappig worden beschouwd. Een voorbeeld: Het is geel en het rijdt achter een auto... Een banaanhangwagen. Als een mop al eens gehoord is, is het verrassingseffect weg. Sommige mensen doen dan alsof ze lachen, om de mopverteller niet teleur te willen stellen.
Het uiterste hiervan is een mop die met opzet geen clou heeft, en nu juist daardoor door sommigen grappig wordt gevonden: Twee ijsberen staan op een ijsschots. Zegt de een tegen de ander: "Zal ik je erafduwen?" Zegt de ander: "Nee." Of: Wat deed de Oostenrijkse bakker? Hij bakte brood. Of ook: Snap je 'm? Nou, ik ook niet!. De verteller neemt hiermee feitelijk de ander in de maling, met name als deze ander probeert te lachen om de ander niet teleur te stellen of hard na gaat denken om de (niet-bestaande) clou te achterhalen.
Daarnaast bestaan er ook nog flauwe moppen met woordspelingen. Hierbij worden woorden zo gebruikt, bijvoorbeeld door ze in een andere context te zetten, zodat het woord een andere betekenis krijgt. Hieronder twee voorbeelden, die afkomstig zijn van cabaretier Herman Finkers:
In Parijs werden de wereldkampioenschappen jeu de boules gehouden, 5 landen deden een gooi naar de prijzen en werden gediskwalificeerd.
Gister is er op de afsluitdijk een caravan van de weg geblazen, 67 mensen konden worden gearresteerd
Het is de bedoeling dat de verteller de mop zo serieus mogelijk over probeert te brengen. Het grappige effect hiervan is dat de mop niet altijd in een keer wordt begrepen.

## Godsdienstige moppen
Moppen die (andermans) godsdienst als onderwerp hebben. Bijvoorbeeld grappen over een rabbijn en een pastoor die elkaar niet kunnen luchten of zien en daarom proberen elkaar af te troeven met geestige spitsvondigheden. In het jodendom kent men veel godsdienstig getinte humor, onder meer bij het van (origine Oost-Europese) chassidisme.
Een pastoor vertelt een rabbijn dat hij over de Joodse hemel had gedroomd: 'Net een markt, overal mensen en geschreeuw, niet leuk.' De rabbijn antwoordt dat hij over de katholieke hemel heeft gedroomd: 'een prachtige hoge hal vol fonteinen, prachtig beeldhouwwerk en mooie muziek.' De pastoor antwoordt: 'En de mensen?' De rabbijn: 'Welke mensen?'

## Jantje-moppen
Jantje-moppen gaan meestal over een jongetje dat Jantje heet en spelen zich vaak op school af. Dit Jantje stelt in zijn kinderlijke onnozelheid grappige en soms taboedoorbrekende of seksuele vragen en opmerkingen.
Hans zit aan de kant te huilen, dan komt Jantje aanlopen en hij vraagt aan Hans: "Waarom huil jij?" "Klaas gooide mijn boterham in het water," zegt Hans. Jantje vraagt: "Met opzet?" "Nee, met pindakaas," antwoordt Hans.
Jantje krijgt zo'n slecht rapport dat hij het in de gracht smijt. Wanneer de docent de getekende rapporten wil innemen, ontbreekt dat van Jantje en hij vraagt waar het is. Jantje antwoordt zingende: "Alle eentjes zwemmen in het water..."
Jantje is een universeel personage wiens naam per nationaliteit verschilt. In de Engelstalige wereld staat hij bekend als "Little Johnny".

## Landen en bevolkingsgroepen
Mensen van buitenlandse afkomst worden in de maling genomen. In Nederland maakt men bijvoorbeeld moppen over Belgen. Zie ook belgenmop. Niet alleen over Belgen worden moppen getapt. Eigenschappen die aan een volk worden toegeschreven worden op de hak genomen, zoals de Nederlandse zuinigheid bij moppen die Belgen over Nederlanders maken. In vrijwel alle landen worden moppen getapt over andere bevolkingsgroepen, met name over buurlanden of minderheden.
Nationaliteiten waarover moppen worden gemaakt zijn, met veelvoorkomende clous:
- Amerikanen om hun chauvinisme, zwaarlijvigheid, en domheid
- Canadezen (door Amerikanen) om hun achterlijkheid
- Belgen om hun domheid (door Nederlanders en Fransen) en hun voorliefde voor friet
- Chinezen en Japanners om hun taal en vanwege de veronderstelling dat ze allemaal op elkaar zouden lijken
- Japanners en Grieken wegens seksuele perversiteit (hentai, 'op zijn Grieks')
- Albanezen (door Grieken en Serven) wegens technologische achterlijkheid of criminaliteit
- Duitsers om al dan niet 'fout geweest zijn' in de oorlog
- Engelsen om hun stijfheid en formele houding ("stiff upper lip")
- Fransen om hun arrogantie, lafheid en hygiënegebrek op campings
- Ieren, Russen en Finnen om hun drankgebruik
- Italianen en Zuid-Amerikanen om hun vurigheid en temperament
- Nederlanders, Schotten en Joden om hun zuinigheid
- Polen en Bosniërs om hun domheid
- Surinamers, Montenegrijnen en Antillianen om hun luiheid
- Welsh om hun "liefde" voor schapen. Bestialiteit wordt overigens vaak geassocieerd met achterlijkheid of verdorvenheid en daarmee bepaalde volken in de schoenen geschoven.

Moppen kunnen ook racistisch zijn, of een minderheidsgroepering of immigranten binnen eigen land op de hak nemen. Voorbeelden zijn de moppen die Russen over de Tsjoektjen maken over veronderstelde onbeschaafdheid, achterlijkheid, of hun gewenning aan ijzige kou. Duitsers tappen moppen in soortgelijke zin over Oost-Friezen. Maar ook in Nederland worden moppen getapt over Turkse en Marokkaanse immigranten die onder andere hun veronderstelde lagere inkomen, crimineel gedrag of slechte beheersing van het Nederlands tot onderwerp hadden. 
Voorbeelden van dergelijke moppen van Russen over de Tsjoektjen zijn:
Een Tsjoektji koopt een grote vrieskist, waarop zijn Russische vriend hem vraagt: 'Waarom doe je dat nou, het is toch al zo koud dat je je eten gewoon buiten kan leggen?' De Tsjoektji antwoordt: 'Daarom koop ik hem niet. Buiten is het min 50. In yaranga is het min 20. In vrieskist is het min 10. Lekker warm dus!'

Een Tsjoektji wil naar Afrika gaan, maar zijn Russische vrienden waarschuwen hem: "In de schaduw is het daar 40 graden!" De Tsjoektji antwoordt: "Tjoektji is niet dom, Tjoektji gaat niet in de schaduw zitten!"

Een Rus en een Tsjoektji gaan op berenjacht. Ze zien een beer, waarop de Tsjoektji "RENNEN!" brult en er vandoor gaat. De beer zet de achtervolging in terwijl de Rus koelbloedig het zekere voor het onzekere neemt en de beer doodschiet. De Tsjoektji barst woedend tegen de Rus uit: "Ongelooflijke sufferd, weet je wat?! Ga jij zelf nu maar die beer 10 kilometer naar de yaranga slepen!"

Waarom opent een Tsjoektji een pak yoghurt in de supermarkt? Er staat "hier openen" op!
Deze laatste mop bestaat in Nederland ook, maar dan met een oen. In West-Europa zijn het niet de Tsjoektji maar juist de Russen (of soms Inuit) die op de hak worden genomen over hun koude klimaat. Vaak is de clou bij dit soort moppen dezelfde maar verandert naargelang de context de bevolkingsgroep die op de hak wordt genomen.
Dit soort moppen wordt vaak niet politiek correct of zelfs maar grappig gevonden en valt dus vaak 'verkeerd'.

## Schoonmoeder
De relatie met schoonfamilie kan gecompliceerd zijn, vooral bij inwonende schoonfamilie. Dit wordt gereflecteerd in een grote hoeveelheid moppen over schoonmoeders. 
"Zit ik in een restaurant met m'n vrouw en m'n schoonmoeder te eten. Op een gegeven moment snijdt m'n schoonmoeder een stuk vlees af, prikt het aan haar vork en houdt het voor zich. Ze vraagt me: 'Is dit nou rundvlees of varkensvlees ? Waarop ik vroeg:'Welke kant van de vork bedoelt u?"

## Taal
Soms hebben moppen miscommunicaties tussen verschillende talen ten onderwerp, of worden de talen zelf op de hak genomen. Men kan grappen maken over persoonsnamen, plaatsnamen of uitdrukkingen. Dit kan nog versterkt worden door het bestaan van valse vrienden tussen verschillende talen. 
Op een internationaal boerencongres komt een Amerikaanse landbouwer in gesprek met een Nederlandse paardenfokker.
"So tell me, what do you do for a living?"
"Oh eh..... I fok horses."
"Pardon???!!!"
"Ja, paarden!"

In Flodder in Amerika vraagt Kees aan Johnny over Wall Street. Johnny verklaart dat dat zoiets is als de Walletjes, want in beide gaat veel geld om. Ironisch genoeg zijn beide namen wellicht aan elkaar verwant, verwijzend naar een verdedigingswal.

Omdat dit ook als stigmatiserend voor buitenlandse talen en culturen kan worden gezien, kan ook deze categorie verkeerd vallen.

## Poep- en piesverhalen
Bij sommige moppen is de clou iets dat door de meeste mensen vies wordt gevonden, en in deze zin taboedoorbrekend is. Dit kan met seks te maken hebben, maar ook met andere onderwerpen die de eetlust van sommige mensen bederven, zoals urine en ontlasting. Door veel mensen wordt dit als smakeloos en verre van grappig beschouwd.

## Ziekten, lichamelijke gebreken en handicaps
Sommige moppen hebben handicaps of gebreken als clou, zoals dwerggroei, het syndroom van Down, of een geamputeerd lichaamsdeel. Ook ziekten worden nogal eens op de korrel genomen, met name wanneer het SOA's of ernstige ziektes zijn. Er bestaat een overlap met zwarte humor en ook dit soort grappen wordt vaak niet gewaardeerd, omdat veel mensen ze beledigend en stigmatiserend vinden.
Onderstaande mop, die rond de Paralympische Zomerspelen 2012 op het internet circuleerde, deed bijvoorbeeld veel stof opwaaien.
Wat is beter dan een gouden medaille op de paralympische spelen? - Twee benen.

## Seks
Zeer veel moppen gaan over seks of over prostitutie. "Er komt een man bij de hoeren" is dan ook een veelgehoord begin van een grap. Ook zaken als overspel, incest, kinky seks, of SOA's kunnen onderwerp van dergelijke grappen zijn.
Een man zit huilend achter zijn bureau. Zijn baas vraagt wat er is en de man zegt dat hij omkomt in het werk en zijn baan niet meer aankan. De baas zegt hierop: 'Dat overkomt mij ook heel vaak. Weet je wat dan helpt? Ik heb dan even flink seks met mijn vrouw en dan voel ik me weer prima!' De werknemer zegt twijfelend dat hij dat ook zal proberen. De volgende dag zit hij fluitend achter zijn bureau en de baas zegt: 'Zie je wel dat het helpt!' 'Jazeker!', zegt de werknemer. 'En wat woont u leuk!'

## Politiek en het koningshuis
Hoge bomen vangen veel wind. Dit leidt ertoe dat politici en gekroonde hoofden vaak in moppen voorkomen. Vaak is de clou dat alle politici zakkenvullers zouden zijn, of worden schandalen of een bepaalde politieke koers op de korrel genomen. De affaire van de Amerikaanse president Bill Clinton met Monica Lewinsky was een geliefd onderwerp voor grappen en moppen, alsmede de vermeende seniliteit van Jeltsin (in Duitsland deden in 1933 soortgelijke grappen de ronde over Paul von Hindenburg).
Twee Amerikaanse vrouwen elkaar tegen in Washington DC. Vraagt de één aan de ander: "Ben jij laatst nog van Bill geweest?"
Ook komen in moppen verschillende staatshoofden elkaar tegen, waarop een cliché over een land de clou is. De leiders zitten bijvoorbeeld in een vliegtuig en verklaren dat ze bove hun land vliegen, omdat ze hun arm uit een raampje staken en hun nationale monument (Eiffeltoren, Vrijheidsbeeld, Kremlin, Brandenburger Tor) konden voelen. De derde verklaart vervolgens dat ze boven zijn land vliegen want hij stak zijn arm uit en zijn horloge is weg. Deze mop werd verteld over Mobutu en Congo (Zaire) maar kan varieren, waarbij verschillende landen op de hak worden genomen.
Politieke grappen kunnen in sommige gevallen uitermate riskant zijn, wanneer er geen (volledige) vrijheid van meningsuiting geldt en de verkeerde persoon het hoort. Zo worden grappen over het Thaise koningshuis in Thailand niet gewaardeerd (zie majesteitsschennis) en stond in de Sovjet-Unie het moppentappen over hoge partijleden of de KGB gelijk aan spelen met vuur. In nazi-Duitsland konden moppen over het slechte oorlogsverloop of over Hitler eveneens de verteller in grote problemen brengen. Rond deze tijd circuleerden in bezet Nederland moppen over Mussert, onder andere over zijn huwelijk met zijn tante. Ook in de voormalige DDR werden veelvuldig moppen over de eigen politieke leiders gemaakt, bijvoorbeeld over wat men moest doen als men onverhoopt partijleider Erich Honecker aan de lijn kreeg: ophangen en een ander kiezen. In Zaire werd de afrikaniseringspolitiek op de hak genomen, tijdens de seks mocht je niet meer "Ca va jaillir!" (ik ga klaarkomen) zeggen, maar "Ca va Zaire!"
Ook in Nederland bestaan moppen over politici en leden van het Koninklijk Huis, waar voornamelijk om gelachen wordt en niemand zich erg druk om maakt.

## Seksuele geaardheid
Ook over seksuele geaardheid worden moppen verteld. Ook hier worden vooroordelen in de clou gebruikt. Homo's zouden allemaal 'verwijfd' zijn, lesbiennes daarentegen ontzettend mannelijk. Bij mannelijke homoseksuelen is anale seks een veelvoorkomende clou. Ook hier geldt dat veel mensen dergelijke moppen stigmatiserend en hierom niet grappig vinden. Een voorbeeld van een dergelijke grap is:
Wat zegt een homoseksuele uil? 'Joehoe!'
Wanneer pedofilie het onderwerp is kan men de mop als zwarte humor beschouwen:
Twee pedofielen zitten naast elkaar op een parkbankje. Een meisje van 7 komt voorbij en de één zegt: "Wat een stuk!" Waarop de tweede zegt: "Dan had je haar 3 jaar geleden eens moeten zien (of: "is zij niet veel te oud voor jou?").

## Zwarte humor
Ten slotte is er ook de zogenaamde 'zwarte humor'. Dit zijn 'moppen' met een zeer cynische en soms kwetsende clou. Voorbeelden zijn moppen over Dutroux, Hitler en de Holocaust, kindermisbruik, openlijk geweld of over recentelijk gebeurde oorlogen en rampen (de Bijlmervliegramp, Tsjernobyl). Dit kan ook een innerlijk psychisch mechanisme zijn ter verwerking van ingrijpende gebeurtenissen. Zwarte humor kan toehoorders kwetsen en de verteller zal zich er dus rekenschap van moeten geven aan wie hij dergelijke grappen vertelt. Een voorbeeld is de volgende grap die in Rusland en Oekraïne over Tsjernobyl circuleert (waarbij ook de censuur in de Sovjet-Unie over dit onderwerp op de hak wordt genomen):
Kleine Ivan vroeg zijn Opa of het waar is dat er in 1986 een kernramp was geweest. 'Dat klopt', zei Opa, en gaf Ivan een aai over zijn hoofd. 'En zijn daar echt geen nadelige gevolgen van?' vroeg Ivan. 'Echt niet', zei Opa, en gaf Ivan een aai over zijn tweede hoofd. En zo liepen ze verder, zwaaiend met hun staarten.
Vaak wordt dezelfde clou 'hergebruikt' voor verschillende gedemoniseerde personen, waardoor de mop 'met zijn tijd meegaat'. Een mop kan bijvoorbeeld aanvankelijk over Adolf Hitler gaan en vervolgens met dezelfde clou opnieuw circuleren over Marc Dutroux, om enkele jaren later een comeback te maken met Luka Magnotta in de hoofdrol.
Soms zijn minderheden en bevolkingsgroepen het doelwit van zwarte humor, maar in tegenstelling tot de traditionele moppen is de clou kwetsend voor deze groep: 'ze zijn smerig', 'ze moeten dood', 'geweld tegen deze mensen is goed'. Het kan gezien worden als een lichte vorm van haatzaaien.

## Oudste mop van Nederland
Op Wereldverteldag 2009 maakte het DOC Volksverhaal van het Meertens Instituut de oudste bekende mop van Nederland bekend. De mop komt uit de Servaaslegende van Hendrik van Veldeke, geschreven rond 1180. Het verschil met andere oudste moppen uit de wereld is dat dit verhaal een uitgewerkte plot heeft. Bovendien gaat deze mop niet over seks, maar over een lichamelijk gebrek en over macht. Kort samengevat verloopt de mop aldus: de keizer geeft aan enkele goudsmeden de opdracht om een gouden borstbeeld van de inmiddels overleden Sint Servaas te maken. Als het beeld nagenoeg voltooid is, merkt men dat het scheel kijkt. Men probeert er van alles aan te doen, maar het beeld blijft scheel kijken. De keizer vindt dat zo’n belediging voor de heilige, dat hij de goudsmeden in de gevangenis laat smijten. Dan grijpt de heilige in: in een droom verschijnt hij aan de keizer en laat hem eens goed in de poppetjes van zijn ogen kijken. De keizer laat de goudsmeden hierop snel weer vrij, want Servaas bleek tijdens zijn leven net zo scheel te zijn geweest als het beeld. Het originele loensende beeld van Servaas is verloren gegaan, maar een vergelijkbaar borstbeeld wordt bewaard in de Sint-Servaasbasiliek te Maastricht. Het schele beeld heeft dus echt bestaan, maar de rest van de mop is er later bij verzonnen.